# Rocoto relleno

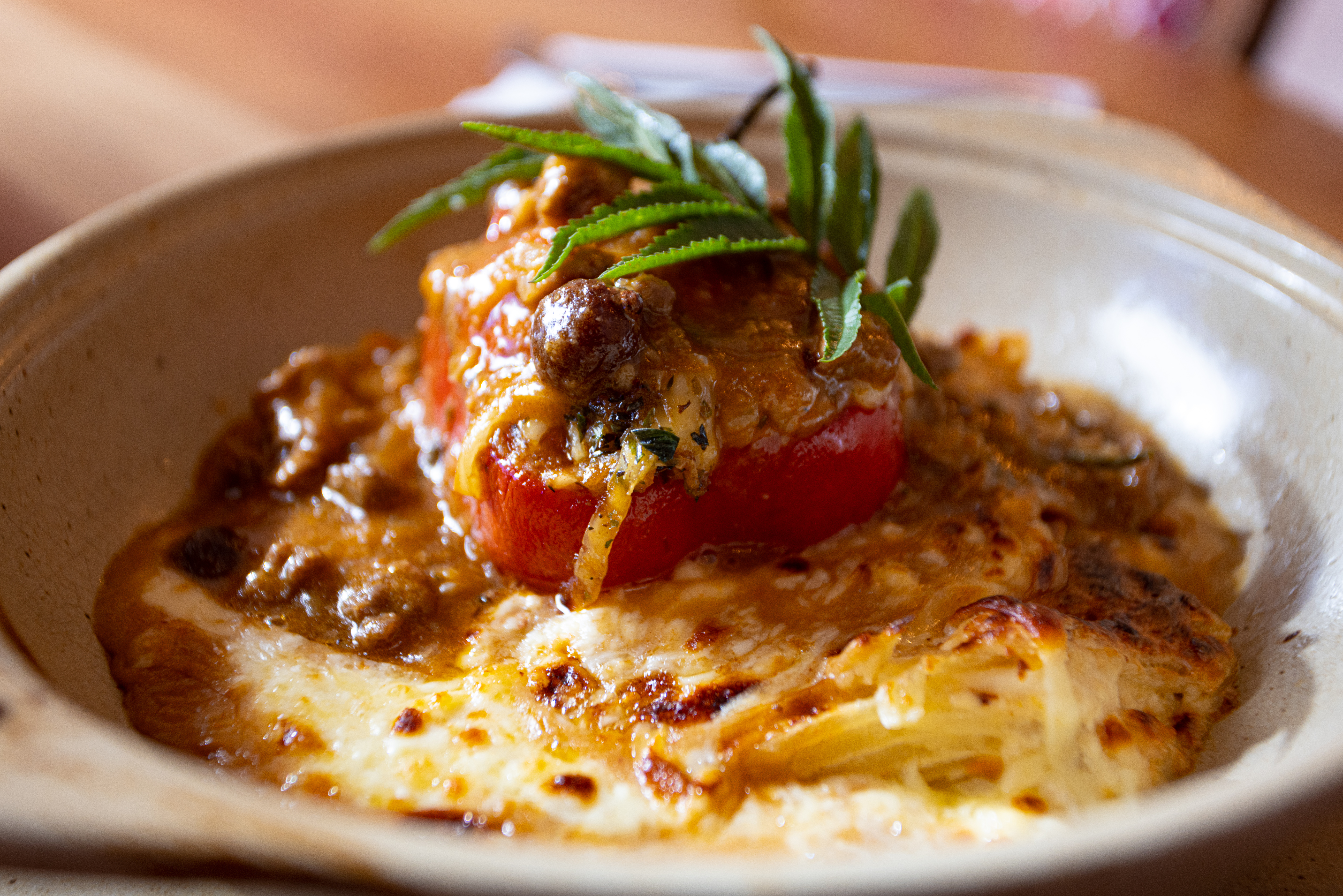
Rocoto relleno

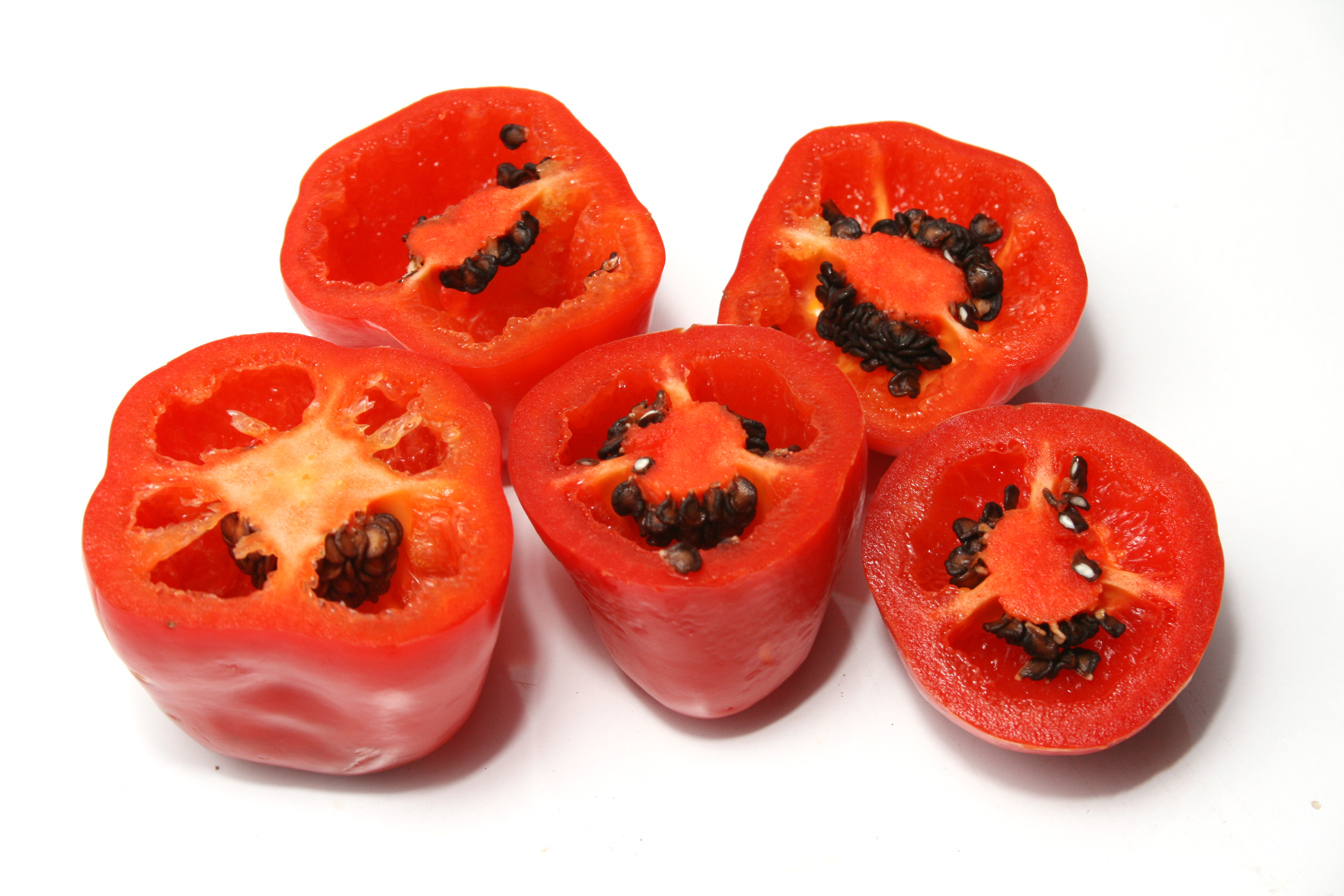
Rocoto-pepers of Capsicum pubescens

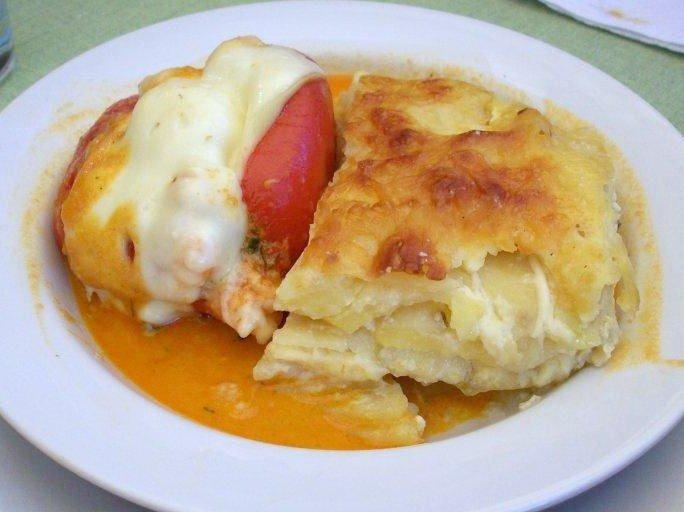
Rocoto relleno (variant)

Rocoto relleno is de Peruaanse variëteit van gevulde pepers, een populair gerecht in Arequipa, een stad in het Andesgebergte in het zuidelijke deel van Peru die beroemd is als speciale versie op gerechten die oorspronkelijk uit Spanje komen. Omdat de paprika's die in Spanje werden geteeld in Peru niet ter beschikking waren wegens het feit dat die daar niet groeiden, werden rocoto-paprika's als vervanging genomen, die in water en azijn werden gekookt om het zo min mogelijk pikant te maken. Vlees zoals gehakt wordt in de rocoto's gedaan en vervolgens overgoten met gesmolten kaas, gebakken en in zijn geheel geserveerd. Rocoto's zijn capsicum pubescens en zijn rauw minstens tien keer pikanter dan jalapeño. Dit wordt beschouwd als een van de beroemdste gerechten van Peru en wordt over de hele wereld geserveerd.

## Kenmerken
Het duurt lang om dit gerecht te bereiden. Het gerecht is slechts licht pikant en de vulling in de rocoto kan variëren. De meest populaire vulling is een mix van ingrediënten die rundvlees, varkensvlees, ui, knoflook, margarine (boter) room en pecannoten bevat. Een hardgekookt ei in de rocoto doen is ook een erg populaire manier van serveren.

## Ingrediënten
Het gerecht wordt dus vaak bereid met: rocoto-paprika's, rode azijn, rundgehakt, varkensgehakt, olijfolie, tomatensaus, witte wijn, room, pecannoten, runderbouillon, pasta van de soort Ají panca, aardappelen, rode ajuin, knoflook, margarine, tarwemeel, mozzarella-kaas en parmezaanse kaas.

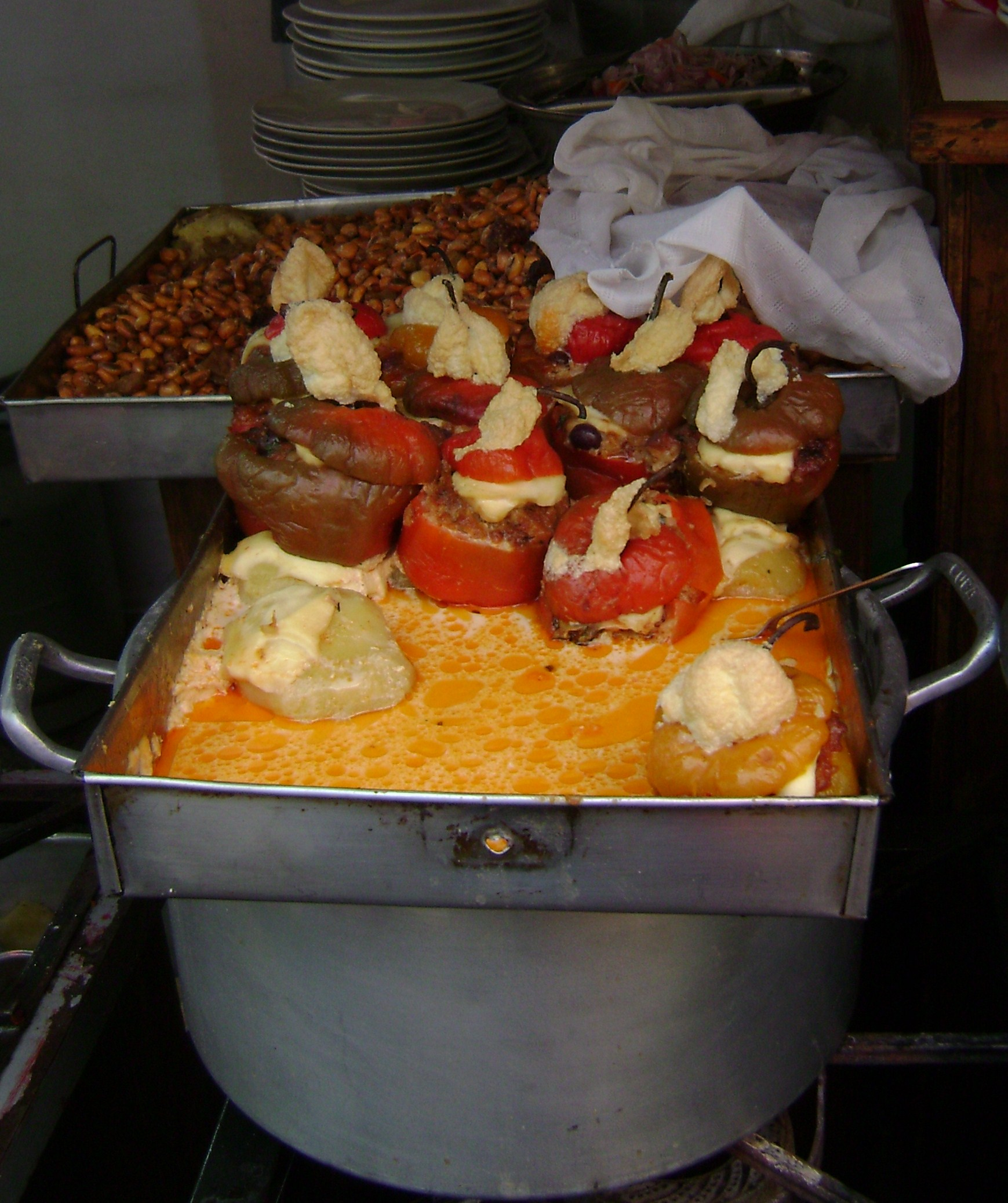
Rocoto rellenos, vers van de oven.

De rococo relleno wordt meestal bereid door de rocoto's met rundvlees te vullen en dan met kaas te bedekken. Vervolgens wordt het in de oven gezet in een tomatensaus en dan wordt dit vaak geserveerd met gebakken aardappelen of salade.
Bereiding van de rocoto's: Eerst wordt het bovenste deel van de rocoto-paprika's afgesneden en de zaden verwijderd. De rocoto-paprika's worden vervolgens gekookt in zout water met azijn om het meest pikante eruit te halen.
Bereiding van de vulling: Gehakt rundvlees en varkensvlees worden gemengd met een smaakmaker gemaakt van margarine, gemalen look, ui en pasta van aji panca. De vleesmix wordt vervolgens gemengd met pecannoten, tarwemeel, bouillon en room en vervolgens gebakken in tomatensaus met olijfolie en wijn.

## Geschiedenis
De Inca's waardeerden de rocoto om zijn bijzondere smaak en teelden hem zo'n 1500 tot 2900 meter boven zeeniveau. Dit gerecht was de meest gebruikelijke manier om rocoto-paprika's voor te bereiden.

## Referentielijst
1. ↑  (en) National Geographic's top 10 things to eat in Peru. Gearchiveerd op 21 juni 2011.
2. ↑  (en) Go Andes: Peru Holiday Experts. Gearchiveerd op 22 juli 2013.
3. ↑  (en) National Research Council (1989). Lost Crops of the Incas. National Academy Press, p. 196-197.